# Fusinus allyni
Fusinus allyni is een slakkensoort uit de familie van de Fasciolariidae. De wetenschappelijke naam van de soort is voor het eerst geldig gepubliceerd in 1970 door James Hamilton McLean.